# National Women’s Soccer League
National Women’s Soccer League (NWSL) – amerykańska profesjonalna liga piłki nożnej kobiet, utworzona przez Amerykańską Federację Piłki Nożnej, będąca najwyższą ligą kraju. Została utworzona w 2012 roku jako następca ligi Women’s Professional Soccer (2007–2012). Pierwszy sezon rozgrywek rozpoczął się w 2013 roku, brało w nim udział osiem drużyn; cztery z nich należały wcześniej do ligi WPS. Obecnie po dołączeniu klubów z Houston i Orlando w lidze gra 10 drużyn z całych Stanów Zjednoczonych.

## Forma rozgrywek
Sezon regularny NWSL trwa od kwietnia do sierpnia, gdy zespoły rozgrywają 24 mecze – po 12 u siebie i na wyjeździe. W sezonie 2015 rozegranych zostało 20 meczów: po 10 u siebie i na wyjeździe, z powodu rozgrywanych w czerwcu i lipcu Mistrzostw Świata w Piłce Nożnej Kobiet. Na koniec sezonu regularnego, drużyna z największą liczbą punktów zdobywa tytuł mistrza sezonu regularnego. Cztery kluby z największą liczbą punktów kwalifikują się do fazy play-off, która składa się z dwóch półfinałów (1 miejsce w tabeli gra z 4; 2 gra z 3). Zwycięzcy półfinałów spotykają się w finale rozgrywanym na stadionie klubu z największą liczbą punktów zdobytych podczas sezonu regularnego.

## Drużyny
Dziesięć drużyn biorących udział w rozgrywkach NWSL rozsianych jest po całym kraju. Podczas trwania sezonu każdy klub ma prawo do minimum 18 oraz maksymalnie 20 zawodniczek. Początkowo roster każdego klubu obejmuje: do trzech przydzielonych zawodniczek reprezentacji narodowej USA, do dwóch zawodniczek reprezentacji Meksyku, oraz do dwóch zawodniczek reprezentacji Kanady w ramach programu Alokacji Zawodniczek NWSL oraz kolejnych transakcji. Dodatkowo każda drużyna ma miejsca dla trzech zawodniczek z innych krajów. Pozostałe miejsca na liście muszą być wypełnione zawodniczkami ze Stanów Zjednoczonych. Kluby wypełniają swoje listy podczas draftów oraz w ramach 4-6 kontraktów dla nowych odkryć.
| National Women’s Soccer League | National Women’s Soccer League | National Women’s Soccer League | National Women’s Soccer League | National Women’s Soccer League | National Women’s Soccer League |
| Klub                           | Stadion                        | Pojemność                      | Miasto                         | Założony                       | Dołączył do NWSL               |
| ------------------------------ | ------------------------------ | ------------------------------ | ------------------------------ | ------------------------------ | ------------------------------ |
| Angel City FC                  | BMO Stadium                    | 22 000                         | Los Angeles, Kalifornia        | 2020                           | 2022                           |
| Bay FC                         | PayPal Park                    | 18 000                         | San Jose, Kalifornia           | 2023                           | 2024                           |
| Chicago Stars FC               | SeatGeek Stadium               | 20 000                         | Bridgeview, Illinois           | 2006                           | 2013                           |
| Houston Dash                   | Shell Energy Stadium           | 7 000                          | Houston, Texas                 | 2013                           | 2014                           |
| Kansas City Current            | CPKC Stadium                   | 11 500                         | Kansas City, Missouri          | 2020                           | 2021                           |
| NJ/NY Gotham FC                | Sports Illustrated Stadium     | 25 000                         | Harrison, New Jersey           | 2007                           | 2013                           |
| North Carolina Courage         | WakeMed Soccer Park            | 10 000                         | Cary, Karolina Północna        | 2017                           | 2017                           |
| Orlando Pride                  | Inter&Co Stadium               | 25 500                         | Orlando, Floryda               | 2015                           | 2016                           |
| Portland Thorns FC             | Providence Park                | 25 218                         | Portland, Oregon               | 2012                           | 2013                           |
| Racing Louisville FC           | Lynn Family Stadium            | 15 304                         | Louisville, Kentucky           | 2019                           | 2021                           |
| Seattle Reign FC               | Lumen Field                    | 10 000                         | Seattle, Waszyngton            | 2012                           | 2013                           |
| Utah Royals                    | America First Field            | 20 213                         | Sandy, Utah                    | 2017                           | 2024                           |
| San Diego Wave FC              | Snapdragon Stadium             | 32 000                         | San Diego, Kalifornia          | 2021                           | 2022                           |
| Washington Spirit              | Audi Field                     | 20 000                         | Waszyngton, D.C.               | 2012                           | 2013                           |

- Utah Royals pierwotnie grali w NWSL od 2018 do 2020 roku.

## Przyszłe zespoły
| Klub             | Stadion       | Pojemność | Miasto                | Założony | Dołączył do NWSL |
| ---------------- | ------------- | --------- | --------------------- | -------- | ---------------- |
| Boston Legacy FC | White Stadium | 11 000    | Boston, Massachusetts | 2023     | 2026             |
| Denver           | Do ustalenia  | –         | Denver, Kolorado      | 2025     | 2026             |

## Komisarze NWSL
| Nazwisko      | Lata      |
| ------------- | --------- |
| Cheryl Bailey | 2012–2014 |
| Jeff Plush    | 2015      |